# Epidemia do vírus Ébola na Guiné
Uma epidemia causada pelo vírus Ébola na Guiné de 2013 a 2016 representa o primeiro surto de Ébola em um país da África Ocidental. Surtos anteriores foram confinados a vários países da África Subsaariana.
A epidemia, que começou com a morte de um garoto de dois anos, fazia parte de uma epidemia maior do vírus Ébola na África Ocidental, que se espalhou pela Guiné e pelos países vizinhos da Libéria e Serra Leoa, com pequenos surtos ocorrendo no Senegal, Nigéria e Mali. Em dezembro de 2015, a Guiné foi declarada livre da transmissão do Ébola pela Organização Mundial da Saúde da ONU, porém outros casos continuaram sendo relatados a partir de março de 2016.

## Epidemiologia
Pesquisadores do Instituto Robert Koch acreditam que o caso principal era um garoto de dois anos que morava na remota vila de Meliandou, Guéckédou, localizada na região de Nzérékoré, na Guiné. Os pesquisadores acreditam que o garoto teria contraído o vírus enquanto brincava perto de uma árvore que era um local de descanso para morcegos de cauda livre infectados com o vírus. Fabian Leendertz, epidemiologista que fazia parte da equipe de investigação, disse que o vírus Ébola é transmitido aos seres humanos pelo contato com animais selvagens maiores ou pelo contato direto com morcegos. O garoto, mais tarde identificado como Emile Ouamouno, adoeceu em 2 de dezembro de 2013 e morreu quatro dias depois. A irmã do menino ficou doente a seguir, seguida por sua mãe e avó. Acredita-se que o vírus Ébola se espalhou mais tarde para as aldeias de Dandou Pombo e Dawa, ambos em Guéckédou, pela parteira que assistiu o menino. Da vila de Dawa, o vírus se espalhou para o distrito de Guéckédou Baladou e o distrito de Guéckédou Farako, e para Macenta e Kissidougou.
Embora o Ébola represente um importante problema de saúde pública na África Subsaariana, nenhum caso foi relatado na África Ocidental e os casos iniciais foram diagnosticados como outras doenças mais comuns na região, como a febre de Lassa, outra febre hemorrágica semelhante ao Ébola. Assim, somente em março de 2014 o surto foi reconhecido como Ébola. O Ministério da Saúde da Guiné notificou a Organização Mundial da Saúde (OMS) e, em 23 de março, a OMS anunciou um surto da doença pelo vírus Ébola na Guiné, com um total de 49 casos nessa data. No final de maio, o surto se espalhou para Conakry, capital da Guiné, uma cidade de cerca de dois milhões de habitantes.

## Esforços de contenção

### Quarentenas e restrições de viagem
Em março, o presidente da Guiné Alpha Condé declarou uma emergência nacional de saúde devido ao surto. Ele afirmou que os esforços para controlar a propagação do vírus Ébola incluiriam proibir os pacientes de Ébola de deixar suas casas, controle de fronteiras, restrições de viagem e hospitalização para indivíduos suspeitos de estarem infectados até serem liberados pelos resultados laboratoriais. Ele também proibiu o transporte de mortos entre cidades.
Um bom rastreamento de doenças é importante para impedir a propagação do surto. Surtos anteriores de Ébola ocorreram em áreas remotas, facilitando a contenção. O surto de então ocorreu em uma área que fica no centro de uma região altamente móvel e densamente povoada, o que tornou o rastreamento mais difícil: "Desta vez, o vírus está viajando sem esforço pelas fronteiras de avião, carro e pé, saindo das florestas às cidades e surgindo em grupos distantes de infecções conhecidas anteriormente. Fechamentos de fronteiras, proibições de voos e quarentenas em massa têm sido ineficazes ". Peter Piot, que co-descobriu o Ébola, disse que o Ébola "não está atingindo de uma maneira 'linear' desta vez. Está dando voltas, especialmente na Libéria, Guiné e Serra Leoa".

### Medo dos profissionais de saúde e clínicas
A contenção também tem sido difícil devido ao medo dos profissionais de saúde. As pessoas infectadas e as com quem mantiveram contato evitam a vigilância, movendo-se à vontade e ocultando suas doenças enquanto infectam outras pessoas. Aldeias inteiras, atingidas pelo medo, fecharam-se, dando à doença a oportunidade de atacar em outra área. Tem sido relatado que em algumas áreas acredita-se que os profissionais de saúde estejam propondo a doença propositadamente para as pessoas, enquanto outros acreditam que a doença não existe. Houve tumultos na capital regional, Nzérékoré, quando se espalharam rumores de que as pessoas estavam sendo contaminadas quando trabalhadores da saúde estavam pulverizando uma área de mercado para descontaminá-la.
Em maio, o número de casos de Ébola parecia estar diminuindo e os Médicos sem Fronteiras (MSF) fecharam uma instalação de tratamento na região de Macenta porque o surto de Ébola parecia ter sido resolvido. Na época, pensava-se que os novos casos eram causados por pessoas que retornavam da Libéria ou da Serra Leoa.
No entanto, mais tarde foi sugerido que os moradores haviam ficado com medo e estavam escondendo casos em vez de denunciá-los. Ver trabalhadores vestindo as roupas de proteção necessárias usadas pelos profissionais de saúde e levar os suspeitos de ter Ébola ou de serem contatos ao centro de tratamento (talvez nunca mais serem vistos novamente), recusando os rituais de enterro habituais quando um paciente morreu e outras ações tomadas por os indivíduos desconhecidos que haviam chegado a suas áreas remotas, levaram a rumores de extração de órgãos e conspirações governamentais e tribais.
De acordo com uma reportagem de setembro, "muitos guineenses dizem que profissionais de saúde locais e estrangeiros fazem parte de uma conspiração que deliberadamente introduziu o surto ou o inventou como um meio de atrair africanos às clínicas para coletar sangue e órgãos".
Conforme descrito em outro artigo, "Os profissionais de saúde não se parecem com as pessoas que você já viu. Eles atuam de forma rígida e lenta, e depois desaparecem na tenda onde sua mãe ou irmão pode estar, e tudo o que acontece lá dentro fica à sua imaginação. Os moradores começaram a sussurrar um para o outro - eles estão colhendo nossos órgãos; eles estão pegando nossos membros ". Além disso, devido ao medo, muitas pessoas estão evitando tratamento hospitalar por qualquer doença e se auto-tratam com medicamentos vendidos sem receita em uma farmácia.

## Novos casos de março de 2016
Em 17 de março de 2016, o governo da Guiné informou que duas pessoas haviam testado positivo para o vírus Ébola em Korokpara. Também foi relatado que eles eram de uma vila onde membros de uma família haviam morrido recentemente de vômito (e diarreia).
Em 19 de março, foi relatado que outro indivíduo morreu devido ao vírus, no centro de tratamento em Nzerekore. O governo do país colocou em quarentena uma área ao redor da casa onde os casos ocorreram. Esta região da Guiné é onde o primeiro caso foi registrado em dezembro de 2013, no início do surto de Ébola.
Em 22 de março, foi relatado que as autoridades médicas da Guiné colocaram em quarentena 816 pessoas como possivelmente tendo tido contato com casos anteriores (mais de cem indivíduos foram considerados de alto risco). A prefeitura de Macenta, a 200 quilômetros de Korokpara, registrou a quinta fatalidade devido à doença pelo vírus Ébola na Guiné.
Em 29 de março, foi relatado que cerca de 1000 contatos foram identificados (142 como de alto risco), e em 30 de março, mais 3 casos confirmados foram relatados na subprefeitura de Koropara, na Guiné.
Em 1º de abril, foi relatado que possíveis contatos, que chegam a centenas, foram vacinados com uma vacina experimental, em uma abordagem de "vacinação em anel".
Em 5 de abril, foi relatado que havia nove novos casos de Ebola desde que o vírus ressurgiu. Desses nove casos, oito morreram.

## Vacinas
Após um teste de uma vacina experimental contra o Ébola envolvendo 11.000 pessoas na Guiné, a Merck, fabricante da vacina, anunciou que ela é considerada "altamente protetora" contra o vírus. Isso confirmou os resultados de um estudo publicado em 2015 que concedeu 100% de eficácia à vacina após testes em 4000 pessoas na Guiné que estavam em contato próximo com pacientes com Ébola.
No entanto, um estudo patrocinado pelos Institutos Nacionais de Saúde, Administração de Alimentos e Medicamentos e Departamento de Saúde e Serviços Humanos dos EUA, e realizado por pesquisadores da Academia Nacional de Medicina dos EUA, chamou a eficácia da vacina na prevenção de infecções por Ébola. Em particular, os autores criticaram a metodologia da trilha do paciente e argumentaram que a proteção fornecida pela vacina pode ser menor do que o anunciado oficialmente.
A OMS aprovou a vacina para uso no atual surto de Ébola em 29 de maio de 2017.
Foi anunciado em maio de 2017 que o Centro Gamaleya de Epidemiologia e Microbiologia na Rússia entregaria 1000 doses de uma vacina produzida independentemente na Guiné para testes. De acordo com um relatório da Xinhua, é a única vacina contra o Ébola oficialmente autorizada e aprovada para uso clínico até o momento.